# Кооркюласька сільська рада
Ко́оркюласька сільська рада (ест. Koorküla külanõukogu, рос. Кооркюлаский сельский совет) — сільська рада в Естонській РСР, адміністративно-територіальна одиниця в складі повіту Валґамаа (1945—1950), Тирваського району (1950—1959) та Валґаського району (1959—1960).

## Населені пункти
Адміністративний центр — село Кооркюла, що розташовувалося на відстані 11 км на південь від міста Тирва та 30 км на північний захід від міста Валґа.
Сільській раді підпорядковувалися села: Коеве (Койве) (Koeve (Koive), Голдре (Holdre), Кейсрі (Keisri), Кооркюла (Koorküla), Лінсі (Linsi), Єті (Jeti), Пікре (Pikre), Азу (Asu), Мяекюла (Mäeküla).
Землями, що належали сільраді, користувалися колгоспи «Перемога» («Võit») та «Ленінський шлях» («Lenini Tee»).

## Історія
13 вересня 1945 року на території волості Гелме у Валґаському повіті утворена Кооркюласька сільська рада з центром у селі Кооркюла. Територія сільради збігалася з волостю Кооркюла, що існувала впродовж 1866—1939 років.
26 вересня 1950 року, після скасування в Естонській РСР повітового та волосного поділу, сільська рада ввійшла до складу новоутвореного Тирваського сільського району. 24 січня 1959 року після ліквідації Тирваського району сільрада приєднана до Валґаського району.
3 вересня 1960 року Кооркюласька сільська рада ліквідована. Її територія склала південну частину Гелмеської сільської ради Валґаського району.